# Nosso Lar
Le roman Nosso lar, dans sa première traduction Notre demeure, est le premier tome d'une saga de science-fiction écrite par le médium brésilien Francisco Candido Xavier et publiée en 1944,. Cette saga compte treize volumes.
Le premier livre décrit la vie dans l'au-delà du narrateur André Luiz avant qu'il ne soit accueilli dans la cité spirituelle Nosso Lar.

## Résumé
Dans les années 1930, le médecin André Luiz meurt des suites d'une grave maladie. Il se retrouve alors seul, dans un corps spirituel, au milieu d’un angoissant désert. Souffrant de faim, de soif et de fatigue, il tente de subsister dans ce monde hostile, peuplé de créatures agressives. Arrivé à un état d’épuisement extrême, priant pour son salut, il est secouru par un homme providentiel nommé Clarencio. André est transporté dans une oasis fortifiée, dont les occupants semblent vivre en harmonie. Cette colonie spirituelle s’appelle Nosso Lar et contraste avec le milieu infernal environnant, baptisé le Seuil. Le médecin reçoit soins et réconfort, ainsi que des explications concernant les causes de ses malheurs. Au fil des jours, le nouvel arrivant regagne des forces et s’instruit auprès de Lisias, un résident du lieu. Ce guide apporte un enseignement sur les lois naturelles qui régissent le plan spirituel, l’histoire et l’organisation de Nosso Lar, le système économique, l’alimentation, l’irrigation, et la hiérarchie de la communauté. Le but de cette implantation est précisément la récupération et la régénération des personnes perdues dans le Seuil.
Une fois pleinement rétabli, André cherche à se rendre utile et sollicite un travail. À l’occasion de cette demande, ses capacités et ses expériences terrestres sont analysées. Dans l’attente d’une affectation, il a le plaisir de recevoir la visite de sa mère. Lors de retrouvailles touchantes elle lui apprend qu’elle réside dans un monde supérieur, mais également que d’autres membres de la famille (notamment le père d’André) se trouvent isolés, dans des états de pensée négatives qui les rendent inaccessibles pour le moment.
Sans maison et sans occupation, André loge chez Lisias. Il reçoit un enseignement sur de multiples sujets tels que la nourriture, l’amour, la responsabilité, le système de rémunération fondé sur les heures de service, le dévouement, la réincarnation, et les règles de la communication avec les personnes incarnées.
Pendant ce temps, les habitants de Nosso Lar renforcent leurs liens avec d’autres colonies spirituelles, afin de mieux supporter les perturbations causées par la seconde guerre mondiale qui a éclaté sur Terre.
Finalement, André obtient un poste d’aide soignant et sous l’autorité de Tobias, il intervient dans l’hôpital qui accueille les naufragés du Seuil souffrant de troubles mentaux. Ces malades sont les personnes qui n’ont vécu sur Terre que pour les biens matériels et qui se retrouvent donc mentalement infirmes dans l’au-delà. Certains anciens criminels, trop marqués par leurs méfaits, sont maintenus à l’extérieur de la colonie. D’autres âmes perdues sont récupérées par des expéditions de secours qui s’aventurent hors des murs.
Sa nouvelle activité donne à André l’occasion de se réconcilier avec Silveira et avec Elisa, deux personnes dont il avait provoqué la ruine lors de son ancienne vie terrestre.
André peut à présent rejoindre temporairement sa mère lorsqu’il dort et que son esprit s’élève dans les sphères de l’univers. Il complète également son instruction sur la pratique du bien, le rôle de la pensée, le mariage sur le plan terrestre et sur le plan spirituel.
L’atmosphère de la cité s’alourdit lorsque des vibrations de haine provoquées par la guerre mondiale montent depuis la Terre. Les défenseurs s’activent pour préserver la vie dans la colonie. Le médecin découvre que tous les mondes sont liés entre eux et que les différents niveaux dans l’univers interagissent constamment.
Un jour la mère d’André vient lui expliquer que son ancien mari (le père d’André) va bientôt se réincarner et qu’elle a choisi de s’incarner aussi afin d’être à nouveau son épouse. Elle espère ainsi venir en aide à son époux qui est encore très en retard spirituellement. D’autres habitants de l’au-delà acceptent le sacrifice d’une nouvelle existence terrestre pour soutenir leurs proches.
Les efforts du médecin dans l’hôpital de Nosso Lar lui permettent d’obtenir la récompense d’une visite dans son ancien foyer. André est fou de joie à l’idée de revoir sa femme et ses enfants encore sur Terre. Cependant, un choc brutal l’attend, son épouse est remariée. Après un instant de colère, André prend conscience de la notion d’amour et fait tout son possible pour guérir le second mari de sa femme qui était sur le point de succomber à une maladie. Fort de cette expérience, il retourne dans la colonie et reçoit le titre de citoyen de Nosso Lar.

## Personnages principaux
1. André Luiz (le narrateur);
2. Lísias (guide et mentor d'André Luiz à Nosso Lar);
3. Laura (femme de Lísias);
4. Narcisa (infirmière à Nosso Lar et amie d'André Luiz);
5. Clarêncio (un des ministres de Nosso Lar).

## Critiques
Si les ouvrages de Francisco Candido Xavier figurent parmi les ouvrages spirites brésiliens les plus distribués à travers le monde, il n'en demeure pas moins que dès sa publication, le livre suscite des controverses doctrinales au Brésil entre les spirites religieux et les spirites orthodoxes, notamment sur l'existence ou non des cités spirituelles, ainsi que sa conformité avec les livres de Swedenborg et Jean-Baptiste Roustaing plutôt que ceux d'Allan Kardec.
Si des similitudes existent entre la représentation catholique de l'Enfer et la région du Seuil décrite dans le roman,, des similitudes entre l'organisation de la cité Nosso Lar et la société brésilienne de la dictature de l'Estado Novo laissent penser que l’œuvre fait la propagande du gouvernement Vargas, en faisant la publicité de quelques mesures sociales prises durant son investiture,.

## La saga
1. Nosso Lar. La vie dans le monde spirituel, par l'esprit André Luiz
2. Les Messagers
3. Missionnaires de la Lumière
4. Ouvriers de la vie éternelle
5. Dans le monde supérieur
6. Libération
7. Entre le Ciel et la Terre
8. Dans les domaines de la médiumnité
9. Action et réaction
10. Évolution entre deux mondes
11. Mécanismes de la médiumnité
12. Sexe et destin
13. Et la vie continue

## Particularités
Ce roman de science-fiction a été écrit de manière médiumnique et se présente sous la forme d'une chronique.
Le nom du narrateur, André Luiz, serait un pseudonyme. La première identité a avoir été probablement déclarée par le médium Francisco Candido Xavier serait celle de Faustino Esposel (pt) ; d'autres identités seront évoqués au sein du mouvement spirite, comme celles de Carlos Chagas (la plus connue), Miguel Couto (pt), Osvaldo Cruz ou Francisco de Castro (pt).
Selon un sondage brésilien remontant à 1999, ce roman serait le livre spirite le plus vendu au Brésil de tout le XXe siècle. Le format du livre lui permettant d'être lu et compris par des personnes de classes sociales et de niveaux d'éducation les plus divers.

## Adaptations
Une première adaptation est portée sur les planches d'un théâtre brésilien en 2007, avant d'être porté à l'écran par le réalisateur Wagner de Assis.